# Экономика Румынии
Румыния — индустриально-аграрная страна с относительно высоким уровнем развития экономики, с очень высоким уровнем ИРЧП, высококвалифицированной рабочей силой. Румынская экономика является 13-й по размеру ВВП среди стран Евросоюза, однако уровень ВВП на душу населения составляет 79 % от среднего уровня по ЕС. Румыния — 7-я страна ЕС по покупательской способности.
Начиная с XX века, страна потерпела множество значительных экономических и политических потрясений, что отразилось на благосостоянии страны. С переходом к рыночной экономике после революции 1989 года, в стране начался глубокий экономический кризис, усугубивший и без того не самое лучшее положение последних лет правления Чаушеску. Традиционная для Румынии тяжёлая промышленность не выдержала конкуренции. Значительная часть населения оказалась за чертой бедности, в том числе высококвалифицированная рабочая сила. Последовавшие волны эмиграции из страны не улучшили положение дел. Именно в это время формируется негативный, несколько гротескный имидж Румынии как чрезвычайно бедной страны, что в целом не соответствовало действительности.
Однако в начале 2000-х началось интенсивное восстановление экономики. За стремительные темпы развития в 2005—2007 годах экономика получила звание «Балканского тигра». Как и многие постсоциалистические страны, Румыния вступила в ЕС (1 января 2007 года). На сегодняшний день уровень бедности стремительно падает, доходы населения растут. Румыния играет стратегическую роль в регионе. Так, Румыния — крупнейший производитель электроники и автомобилей в Восточной Европе, одна из самых привлекательных стран Европы для инвестиций, крупнейший в регионе производитель и покупатель информационных технологий. Бухарест — крупнейший город Юго-Восточной Европы, крупнейший экономический и промышленный центр региона. На 2016—2017 гг. — румынская экономика самая быстрорастущая в Европейском союзе.

## Статистика
В следующей таблице показаны основные экономические показатели за 1980—2018 гг. Инфляция менее 2 % обозначена зелёной стрелкой.
| Год  | ВВП (ППС) (в млрд долл. США) | ВВП на душу населения (ППС) (в долл. США) | Рост ВВП (реальный) | Уровень инфляции (в процентах) | Безработица (в процентах) | Государственный долг (в процентах от ВВП) |
| ---- | ---------------------------- | ----------------------------------------- | ------------------- | ------------------------------ | ------------------------- | ----------------------------------------- |
| 1980 | 107,0                        | 4 769                                     | ▲3,3 %              | ▲1,5 %                         | н/д                       | н/д                                       |
| 1981 | ▲117,1                       | ▲5 188                                    | ▲0,1 %              | ▲2,2 %                         | н/д                       | н/д                                       |
| 1982 | ▲129,3                       | ▲5 698                                    | ▲3,9 %              | ▲16,9 %                        | н/д                       | н/д                                       |
| 1983 | ▲142,4                       | ▲6 253                                    | ▲6,0 %              | ▲4,7 %                         | n/a                       | n/a                                       |
| 1984 | ▲156,3                       | ▲6 836                                    | ▲6,0 %              | ▼−0,3 %                        | н/д                       | н/д                                       |
| 1985 | ▲161,1                       | ▲7 016                                    | ▼−0,1 %             | ▼−0,2 %                        | 4,0 %                     | н/д                                       |
| 1986 | ▲168,4                       | ▲7 291                                    | ▲2,4 %              | ▲0,7 %                         | ▼3,9 %                    | н/д                                       |
| 1987 | ▲174,0                       | ▲7 493                                    | ▲0,8 %              | ▲1,1 %                         | ▼3,7 %                    | н/д                                       |
| 1988 | ▲179,2                       | ▲7 677                                    | ▼−0,5 %             | ▲2,6 %                         | ▬3,7 %                    | н/д                                       |
| 1989 | ▼175,4                       | ▼7 486                                    | ▼−5,8 %             | ▲0,9 %                         | ▼3,4 %                    | н/д                                       |
| 1990 | ▼171,7                       | ▼7 319                                    | ▼−5,6 %             | ▲127,9 %                       | ▬3,4 %                    | н/д                                       |
| 1991 | ▼154,5                       | ▼6 594                                    | ▼−12,9 %            | ▲161,1 %                       | ▲3,5 %                    | н/д                                       |
| 1992 | ▼144,1                       | ▼6 177                                    | ▼−8,8 %             | ▲210,4 %                       | ▲5,4 %                    | н/д                                       |
| 1993 | ▲149,8                       | ▲6 456                                    | ▲1,5 %              | ▲256,1 %                       | ▲9,2 %                    | н/д                                       |
| 1994 | ▲159,0                       | ▲6 894                                    | ▲3,9 %              | ▲136,7 %                       | ▲11,0 %                   | н/д                                       |
| 1995 | ▲173,9                       | ▲7 586                                    | ▲7,1 %              | ▲32,3 %                        | ▼9,9 %                    | н/д                                       |
| 1996 | ▲184,1                       | ▲8 075                                    | ▲6,8 %              | ▲38,8 %                        | ▼7,3 %                    | н/д                                       |
| 1997 | ▼175,9                       | ▼7 756                                    | ▼−6,1 %             | ▲154,8 %                       | ▲7,9 %                    | н/д                                       |
| 1998 | ▼169,3                       | ▼7 501                                    | ▼−4,8 %             | ▲59,1 %                        | ▲9,6 %                    | н/д                                       |
| 1999 | ▲169,9                       | ▲7 564                                    | ▼−1,2 %             | ▲45,8 %                        | ▼7,2 %                    | н/д                                       |
| 2000 | ▲178,6                       | ▲7 961                                    | ▲2,9 %              | ▲45,7 %                        | ▲7,6 %                    | 17,6 %                                    |
| 2001 | ▲192,0                       | ▲8 571                                    | ▲5,6 %              | ▲34,5 %                        | ▼7,3 %                    | ▼16,1 %                                   |
| 2002 | ▲206,2                       | ▲9 462                                    | ▲5,2 %              | ▲22,2 %                        | ▲8,3 %                    | ▼16,0 %                                   |
| 2003 | ▲214,9                       | ▲9 940                                    | ▲5,5 %              | ▲15,3 %                        | ▼7,8 %                    | ▼14,8 %                                   |
| 2004 | ▲243,7                       | ▲11 328                                   | ▲8,4 %              | ▲11,9 %                        | ▲8,0 %                    | ▼10,5 %                                   |
| 2005 | ▲263,1                       | ▲12 305                                   | ▲4,2 %              | ▲9,0 %                         | ▼7,1 %                    | ▼8,0 %                                    |
| 2006 | ▲292,8                       | ▲13 776                                   | ▲8,1 %              | ▲6,6 %                         | ▲7,2 %                    | ▼3,8 %                                    |
| 2007 | ▲322,4                       | ▲15 260                                   | ▲6,8 %              | ▲4,8 %                         | ▼6,3 %                    | ▲5,1 %                                    |
| 2008 | ▲359,3                       | ▲17 413                                   | ▲8,3 %              | ▲7,8 %                         | ▼5,5 %                    | ▲8,1 %                                    |
| 2009 | ▼342,1                       | ▼16 736                                   | ▼−5,9 %             | ▲5,6 %                         | ▲6,3 %                    | ▲15,4 %                                   |
| 2010 | ▼332,5                       | ▼16 387                                   | ▼−2,8 %             | ▲6,1 %                         | ▲7,0 %                    | ▲22,9 %                                   |
| 2011 | ▲346,3                       | ▲17 146                                   | ▲2,0 %              | ▲5,8 %                         | ▲7,2 %                    | ▲27,3 %                                   |
| 2012 | ▲360,3                       | ▲17 930                                   | ▲1,2 %              | ▲3,3 %                         | ▼6,8 %                    | ▲28,9 %                                   |
| 2013 | ▲379,5                       | ▲18 957                                   | ▲3,5 %              | ▲4,0 %                         | ▲7,1 %                    | ▲29,5 %                                   |
| 2014 | ▲399,7                       | ▲20 034                                   | ▲3,1 %              | ▲1,1 %                         | ▼6,8 %                    | ▲29,7 %                                   |
| 2015 | ▲419,5                       | ▲21 108                                   | ▲4,0 %              | ▼−0,6 %                        | ▬6,8 %                    | ▬29,7 %                                   |
| 2016 | ▲444,2                       | ▲22 480                                   | ▲4,8 %              | ▼−1,6 %                        | ▼5,9 %                    | ▼27,9 %                                   |
| 2017 | ▲484,2                       | ▲24 650                                   | ▲7,0 %              | ▲1,3 %                         | ▼5,0 %                    | ▲28,3 %                                   |
| 2018 | ▲516,3                       | ▲26 447                                   | ▲7,0 %              | ▲1,3 %                         | ▼5,0 %                    | ▲28,3 %                                   |
| 2019 | ▲609.2                       | ▲31,379                                   | ▲3.8%               | ▲3.8%                          | ▼4.9%                     | ▲36.6%                                    |
| 2020 | ▼594.4                       | ▼30,751                                   | ▼−3.7%              | ▲2.6%                          | ▲6.1%                     | ▲49.4%                                    |
| 2021 | ▲657.5                       | ▲34,245                                   | ▲5.9%               | ▲5.0%                          | ▼5.6%                     | ▲51.1%                                    |
| 2022 | ▲737.3                       | ▲38,721                                   | ▲4.8%               | ▲13.8%                         | ▬5.6%                     | ▼48.7%                                    |
| 2023 | ▲783.9                       | ▲41,633                                   | ▲2.4%               | ▲10.5%                         | ▬5.6%                     | ▼48.3%                                    |

## История

### До Второй мировой войны
С момента образования Румынского государства, вплоть до окончания Второй мировой войны Румыния придерживалась сравнительно успешной рыночной экономики. Особенно успешным в экономическом плане можно назвать межвоенное время, во время наибольшей территориальной экспансии Румынии. Так, после Первой мировой, сельскохозяйственная реформа и новая демократическая конституция привели к чрезвычайно быстрому экономическому росту. Румыния становится вторым государством Европы по объёму производства еды. Несмотря на Великую депрессию, индустриальное производство удвоилось за 1923—1938 гг. В те же годы Румыния становится вторым в Европе и седьмым в мире государством по объёму добычи нефти (7,2 млн тонн в 1937 г.). Позже Румыния станет главным поставщиком нефти и нефтепродуктов для военных компаний Гитлера.
В межвоенное время также происходит культурное инкорпорирование Румынии в европейское общество. Формируется богатая капиталистическая верхушка. Бухарест становится центром восточноевропейской богемы, наряду с Будапештом; в городах строятся модные на те времена здания в стиле ар-деко, Баухауз, модерн, эклектизм, многие из которых — впервые в Восточной Европе. Развивается изобразительное искусство, театр, опера и др. Румыния становится плацдармом для многих амбициозных проектов западных учёных, архитекторов. В эти годы Бухарест становится главной промежуточной станцией Восточного экспресса.
Расцвет Румынии закончился с началом Второй мировой войны (см. Румыния во Второй мировой войне). Страна утратила значительную часть территории, была разорена экономически, потеряла большую часть населения, пострадала от бомбардировок союзников.

### Социалистическая Румыния
После Второй мировой войны произошла перестройка экономики Румынии на социалистический лад. Была национализирована промышленность, проведена земельная реформа и введена государственная монополия на внешнюю торговлю. 
В 1949 года Румыния стала одним из соучредителей СЭВ, с этого времени её экономика развивалась по пятилетним планам, в этих планах приоритет отдавался индустриализации.
В 1950-х — 1960-х годах в стране была проведена частичная индустриализация, обусловившая значительный рост промышленного производства: по официальным данным, за указанный период оно выросло примерно в 40 раз.
С начала 1950-х годов был сооружён ряд крупных машиностроительных и металлургических предприятий, построено несколько крупных ГЭС. Индустриализация и связанный с ней экономический рост, начавшиеся при Георгиу-Деже, продолжились и в первые годы правления Чаушеску. Во второй половине 1960-х годов новое румынское руководство, сохраняя командно-административную модель руководства экономикой, дало предприятиям страны финансово-экономическую самостоятельность, а также предприняло ряд мер по обеспечению материальной заинтересованности их работников в своём
1970-е

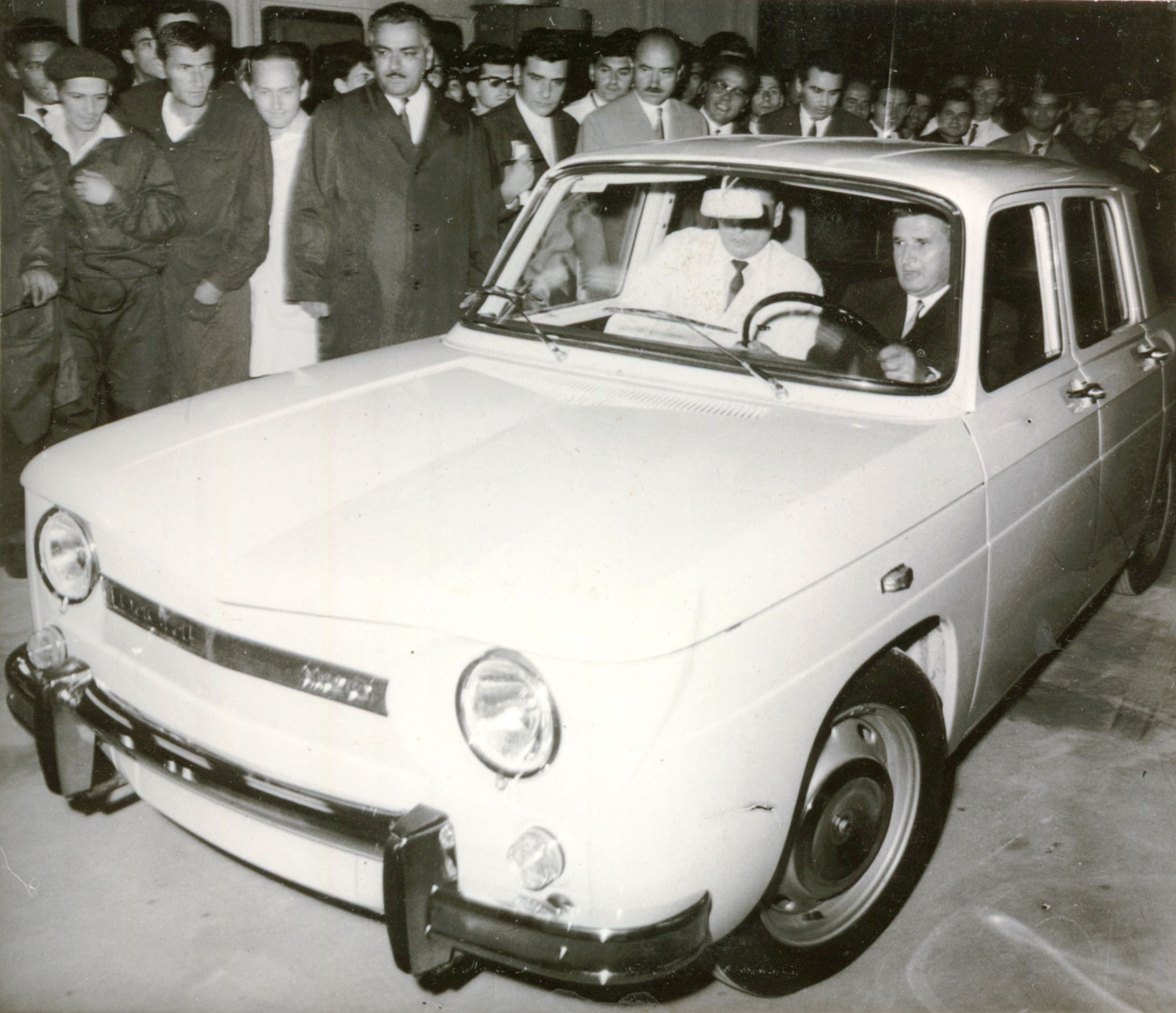
Чаушеску за рулём первого автомобиля марки «Dacia». 1968 год

1970-е годы для Румынии были отмечены дальнейшим ростом экономики, вызванном как продолжающейся успешной индустриализацией, так и расширением торгового оборота с западными странами. На внутренний рынок страны начали проникать западные фирмы. Так, в 1970 году в центре Бухареста был построен отель международной сети InterContinental, ставший самым высоким зданием румынской столицы. В Карпатах и на Чёрном море была создана сеть курортов достаточно высокого класса, рассчитанных на привлечение иностранных туристов; на этих курортах в свободной продаже находились товары западного производства, недоступные многим жителям стран соцлагеря — например, американский напиток «Пепси». Румынские граждане получили возможность приобретать автомобили зарубежного производства; 
тогда же, в 1970-е, в городе Питешти был налажен выпуск собственных автомобилей марки «Dacia».
Индустриализация продолжала давать свои плоды: объём промышленного производства в Румынии в 1974 году в 100 раз превысил показатели 1944 года. К середине 1970-х национальный доход, по сравнению с 1938 годом, возрос в 15 раз.
В стране активно развивались нефтедобыча, нефтепереработка и нефтехимическая промышленность: добыча нефти в 1976 году  достигла 300 тыс. баррелей в день, что в 2 раза превысило аналогичный показатель 1930-х годов. В структуре румынского экспорта стала преобладать готовая продукция.
Однако в экономике имелся и ряд проблем, в их числе — кризис перепроизводства и отсутствие рынков сбыта: на западном рынке товары из СРР не могли конкурировать с гораздо более качественными товарами из других стран, советский же рынок был занят предприятиями СССР, выпускавшими аналогичную продукцию. Из-за колебаний цен на нефть окончилась неудачей и попытка реализации идеи Чаушеску об использовании румынской нефтеперерабатывающей промышленности для переработки нефтепродуктов из стран Ближнего Востока — таких, как Иран и Ирак.
Экономический рост периода 1970-х годов был во многом обеспечен кредитами, взятыми у западных стран, предоставивших Румынии режим наибольшего благоприятствования в торговле, и международных финансовых организаций — таких, как Международный банк реконструкции и развития (МБРР). Так, в период с 1975 по 1987 год СРР было предоставлено кредитов и займов на общую сумму около 22 млрд долларов; из них 10 млрд долларов предоставили США. В 1971 году Румыния стала членом Генерального соглашения по тарифам и торговле (ГАТТ). В том же году был получен крупный кредит от Международного валютного фонда (МВФ) на развитие румынской промышленности; в следующем, 1972 году Румыния стала полноправным членом МВФ и Международного банка реконструкции и развития (МБРР), став первой социалистической страной, вступившей в эти организации.
Во времена социалистического строя  одной из главных проблем румынской экономики был быстрорастущий внешний долг, что сближало страну с проблемными странами Латинской Америки и Средиземноморья. Однако он компенсировался полной занятостью и всеохватывающим образованием довольно высокого качества.
1980-е
С начала 1980-х годов румынская экономика начала испытывать значительные трудности, связанные с истощением запасов нефти в стране, мировым экономическим кризисом, а также проблемой досрочной выплаты задолженности иностранным кредиторам, составлявшей к 1981 году 10 млрд долларов. Несмотря на то, что срок выплаты долгов оканчивался в середине 1990-х, СРР начала их выплату уже в 1980 году. При этом Чаушеску отверг предложения западных лидеров о предоставлении ряда новых льготных кредитов в обмен на выход Румынии из СЭВ и ОВД и прекращение сотрудничества с СССР.
В 1983 году по инициативе президента в Румынии прошёл референдум о запрещении в дальнейшем любых внешних заимствований. Для того, чтобы обеспечить выплату долгов, был предпринят ряд беспрецедентно жёстких мер — таких, как выдача продуктов по карточкам (норма на 1 человека — 5 яиц, по 2 фунта муки и сахара, полфунта маргарина, картофель, хлеб, немного мяса и молочных продуктов), продажа бензина по талонам (30 литров в месяц на человека), лимитированное потребление электроэнергии в масштабах всей страны (в домах румынских граждан полагалось не более одной 15-ваттной лампы на комнату, холодильники и пылесосы были запрещены), а также перевод румынской экономики на экспорт товаров всех видов, в том числе в ущерб внутреннему потреблению этих товаров. Произошло резкое обесценивание национальной валюты — лея; вместо денег граждане зачастую использовали в качестве своеобразной валюты сигареты марки «Kent».
Начались перебои с выпуском промышленной продукции, связанные с тем, что предприятия, построенные в ходе индустриализации, были достаточно энергоёмкими. Чтобы увеличить объём вырабатываемой энергии, в СРР была принята программа строительства атомных электростанций. В рамках этой программы были созданы складские резервы урана, а также разработан проект первой в стране АЭС — Чернаводэ, включавший пять энергоблоков (мощностью по 700 МВт каждый) с канадскими тяжеловодными водо-водяными реакторами PHWR. Строительство станции было начато в 1982 году. Одновременно была начата пропагандистская кампания, целью которой было убедить население в правильности текущей экономической политики. Ежедневно в СМИ появлялись призывы к экономии электроэнергии.
При этом введение карточек на предметы первой необходимости и продукты питания официальная пропаганда объясняла стремлением к их более рациональному распределению.
В условиях кризиса Чаушеску попытался снять с себя ответственность за все вышеперечисленные трудности в румынской экономике, переложив её на других членов высшего руководства страны. В 80-х годах за ошибки в проведении экономической политики был снят с должностей ряд видных  чиновников; наиболее масштабным стало снятие в мае 1982 года премьер-министра Илие Вердеца, вступившего в конфликт с президентом по вопросу о путях разрешения кризиса и обвинённого им в «просчётах во внешнеэкономических связях».
Благодаря мерам жёсткой экономии в 1988 году экспорт страны (впервые за всё послевоенное время) на 5 млрд долларов превысил импорт. К апрелю 1989 года СРР удалось практически полностью выплатить свой внешний долг, сумма которого, с учётом процентов, к тому времени составила 21 млрд долларов. Тогда же Чаушеску объявил СРР первой в истории страной, полностью выплативший внешний долг, и заявил, что впредь Румыния не будет брать никаких займов.
Однако из-за последствий политики жёсткой экономии, а также из-за прекращения по политическим мотивам сотрудничества с Западом, страна оказалась на грани экономической катастрофы. При этом, по распоряжению Чаушеску, даже после расплаты с кредиторами продолжался массовый экспорт румынских товаров в ущерб внутреннему потреблению, который прекратился только после свержения режима Чаушеску.

### Постсоциалистическая Румыния
С падением социализма в 1989 году началась рыночная перестройка экономики. Фактически национальная экономика была разрушена и больше не восстановилась. Oдним из следствий этого процесса стал спад производства и падение уровня жизни (в частности, в 2011 году 40,0 % населения Румынии балансировалo на грани нищеты). Впрочем, вступление в ЕС (с 1 января 2007) и либерализация выездного режима позволили снять напряжение на рынке труда — свыше двух миллионов граждан эмигрировали в 1990—2013 годах. Кроме этого, в страну пришёл капитал зарубежных компаний из Италии, Германии, Австрии, а после вступления в НАТО — также капитал из США.
На протяжении 2005—2007 гг. экономика Румынии испытала небывалый подъём, за что получила название «Балканского тигра». Уровень жизни значительно вырос, как и социальное обеспечение. ВВП на душу населения (ППС) в этот период превзошел болгарский. В 2006 году ВВП Румынии достиг уровня 1988-го, но со значительно меньшим трудоспособным населением. Однако, кризис 2009—2010 годов значительно приостановил этот рост.

## Сельское хозяйство
Около 70 % пахотной земли занимают посевы пшеницы (3,04 млн т) и кукурузы (3,85 млн т). Другими важными культурами являются картофель (3,71 млн т), сахарная свёкла и подсолнечник.
Виноградники расположены главным образом на Трансильванском плато, в предгорьях Карпат и Добрудже. Фруктовые сады находятся в основном в южных предгорьях Карпат, на плато Добруджа и в дельте Дуная. Выращиваются главным образом сливы и яблоки (0,47 млн т). Также выращиваются груши, вишня и абрикосы.
Около 1/5 территории страны составляют пастбища. Главными районами животноводства являются южные предгорья Карпат, юго-западная часть Трансильванского плато и северная часть Карпатских гор. Овцеводство развито на юго-востоке, а свиноводство — на юге (от Баната до Бухареста).
По данным сельскохозяйственной переписи 2010 года, в стране насчитывается 42 тыс. пчеловодов и 1,3 млн пчелиных семей.

## Промышленность

### Добывающая промышленность
В Румынии добываются нефть, природный газ, золото, серебро, соль, бокситы, марганцевая руда, уголь.
Природный газ добывается на Трансильванском плато и в подножьях Карпатских гор. 
Возле Крайовы и Плоешти в южно-центральной части Румынии ведётся добыча бурого угля. 
Каменный уголь добывается в Комэнешть на северо-востоке и близ Клужа на северо-западе.

### Нефтедобыча
Румыния — одна из первых стран мира, освоивших нефтедобычу и нефтепереработку.
Добыча и переработка нефти в районе города Плоешти была начата в середине XIX века братьями Мегединцеану. Уже в 1857 году в Бухаресте было организовано уличное освещение лампами, керосин для которых производился из румынской нефти. В том же году было добыто 275 тонн сырой нефти, а к началу XX века объём добычи вырос в тысячу раз — 250 тысяч тонн.
К началу Первой мировой войны (1914) в Румынии добывалось уже около 2 млн тонн нефти. 
В 1930-е годы Румыния оставалась практически единственным нефтедобытчиком в Европе, после СССР.
Добыча нефти достигла максимальных объёмов в период Второй мировой войны, когда Румыния оказалась главным и почти единственным поставщиком нефти и нефтепродуктов для фашистской Германии.
В послевоенный период объёмы добычи нефти стабилизировались и в начале XXI века начали сокращаться, по мере истощения месторождений. Утверждается, что в настоящее время разведанные запасы нефти составляют не более 80 млн тонн. Добычу нефти в Румынии контролируют зарубежные и транснациональные компании.

#### Газовая промышленность
Запасы природного газа в Румынии на 2016 г., составляли 109,9 млрд м³. Запасы сосредоточены в Трансильвании, южных предгорьях Карпат, на северо-востоке страны, а также на шельфе Чёрного моря (месторождение Домино).
В 2015 г. на территории Румынии было добыто 11,1 млрд м³ газа. Основную часть добычи обеспечивается компаниями «OMV Petrom» (5,3 млрд м³ в 2015 г.) и «Romgaz» (5,6 млрд м³).
Экспорт российского газа в Румынию осуществляется по двум действующим до 2030 г. долгосрочным контрактам. Поставки производятся по договору с компаниями «Wintershall Erdgas Handelshaus Zug AG» и «Conef Energy». Через территорию Румынии осуществляются транзитные поставки российского газа в Болгарию, Турцию, Грецию и Македонию.
Основными потребителями газа являются промышленность (27 %), электроэнергетика (26 %), домохозяйства (21 %), сфера услуг (7 %). На собственные нужды нефтегазовой промышленности приходится 7 % валового потребления, на потери при транспортировке — 3 %.
| Год                   | 2010 | 2011 | 2012 | 2013 | 2014 | 2015 |
| --------------------- | ---- | ---- | ---- | ---- | ---- | ---- |
| Добыча (млрд м³)      | 10,9 | 10,9 | 10,9 | 10,9 | 11,1 | 11,1 |
| Импорт (млрд м³)      | 2,3  | 3,1  | 2,9  | 1,5  | 0,6  | 0,2  |
| Потребление (млрд м³) | 13,6 | 13,9 | 13,5 | 12,6 | 12,0 | 11,3 |

### Обрабатывающая промышленность
В городах Плоешти, Георге Георгиу-Деж, Дармэнешти, Брашов и Рымникул-Сэрат находятся крупнейшие заводы по нефтепереработке.
Металлургия концентрируется на западе (в районе между Хунедоарой и Тимишоарой) и на юго-востоке (Галац-Брэила).

#### Машиностроение
В Брэиле и Галаце близ дельты Дуная находятся судостроительные заводы.
Автомобильная промышленность: Dacia, ARO (обанкротился в 2006 году).

## Энергетика
Доказанные (достоверные) запасы энергоносителей Румынии (по состоянию на конец 2015 года) оцениваются в размере - 0,349 млрд тут (в угольном эквиваленте)  Энергетическая зависимость страны за 1990-2020 годы иллюстрируется следующей диаграммой

EES EAEC. Энергетическая зависимость Румынии, 1990-2020, проценты

В 2019 году в соответствии с данными EES EAEC и UNdata производство  органического топлива - 50663 тыс. тут. Общая поставка -  61936 тыс. тут. На преобразование  на электростанциях и отопительных установках  израсходовано  13174  тыс. тут или  21,3 % от общей поставки. Установленная мощность – нетто электростанций - 20908  МВт, в том числе: тепловые электростанции, сжигающие органическое топливо  (ТЭС) - 40,0  %,  атомные электростанции  (АЭС)  - 6,7 % и возобновляемые источники энергии (ВИЭ) -  53,2  % . Производство электроэнергии-брутто - 59623 млн. кВт∙ч , в том числе:  ТЭС - 39,9 %, АЭС - 18,9 % , ВИЭ - 41,2 %.  Конечное  потребление  электроэнергии  -  45573 млн. кВт∙ч, из которого: промышленность - 48,2 %, транспорт - 2,3 %, бытовые потребители - 28,5  %, коммерческий сектор и предприятия общего пользования -  19,4 %, сельское, лесное хозяйство и рыболовство - 1,7 %. Показатели энергетической эффективности за 2019 год: душевое потребление валового внутреннего продукта по паритету покупательной способности (в номинальных ценах) - 31244 долларов, душевое (валовое) потребление электроэнергии - 2347 кВт∙ч, душевое потребление электроэнергии населением - 669 кВт∙ч. Число часов использования установленной мощности-нетто электростанций - 2639 часов

## Сфера услуг
На сферу услуг приходится 55 % ВВП.
На финансовую и бизнес-сферу приходится 20,5 %;
отели, рестораны и транспорт — 25 %;
другие сферы — 21,7 %.

## Трудовые ресурсы и занятость
Уровень безработицы в октябре 2013 года составил 7,3 %, что было значительно ниже, чем по ЕС (10,9 %) и по Еврозоне (12,1 %) в целом. В 2013 году из почти 20 миллионов её жителей только около 5 миллионов вносили часть своих трудовых доходов в государственные страховые фонды. Остальные были пенсионерами, детьми, безработными; часть вела натуральное хозяйство или была занята в неформальном секторе, жила за счёт доходов от заработков за рубежом. Для сравнения, в 1988 году показатель занятости достигал 73 %. В долгосрочной перспективе, быстро сокращающееся население Румынии будет негативно сказываться на её экономическом развитии. Самая большая проблема (как и в других странах - новых членов ЕС) - увеличивающийся с каждым годом дефицит трудоспособной рабочей силы и рост количества пенсионеров, в связи с низкой рождаемостью и высокой эмиграцией населения в другие, более богатые страны ЕС. А это в свою очередь заставляет работодателей больше платить своим работникам, тем самым искусственно повышая зарплаты, что приводит к дисбалансу между производительностью и размером заработной платы.
Особенно сложная ситуация с растущим демографическим кризисом во многих развивающихся странах Европы и Азии: Румынии, Украине, Молдове, Таиланде и т.д. В этих странах обычный демографический кризис, свойственный развитым странам, усугубляется часто ещё большим уменьшением официально работающей доли трудоспособного населения в связи с обширной неформальной, теневой экономикой, ещё более низкой рождаемостью, ещё большей безработицей, ещё большим ростом пенсионеров в связи с меньшими здоровыми годами активной трудоспособной жизни, что вкупе с активной эмиграцией молодого, экономически активного и самого трудоспособного населения в более богатые страны мира, приводит к замедлению экономического роста стран, и, как следствие, к замедлению роста зарплат и уровня жизни в странах, что в свою очередь замедляет сближение уровня жизни в развивающихся странах и уровня жизни развитых стран.

## Доходы населения
Мощность румынской экономики варьирует от региона к региону.
ВВП на душу населения выше всего в столице страны — Бухарестe.
35 % ВВП страны в 2012 году формировалось в Трансильвании, подушевой доход которой на 10 % превышал общерумынский.
Также, значительны экономические различия между городскими и сельскими районами, а также между западными и восточными регионами. Индекс Кейтца (соотношение между минимальной и средней заработной платы в стране) в Румынии по состоянию на 2019 год (средняя 4532 лей и минимальная 2080 лей) составляет около 46 %. С 1 января 2021 года минимальный размер оплаты труда брутто составил 2300 лей и 2350 лей для квалифицированных специалистов (€473,07 и €483,36 для квалифицированных специалистов), а нетто 1386 лей и 1413 лей для квалифицированных специалистов (285,08 и 290,63 евро для квалифицированных специалистов). С 1 января 2022 года минимальный размер оплаты труда брутто составляет 2550 лей (€515,61), а нетто 1524 лей (€308,16). С 1 января 2023 года минимальный размер оплаты труда брутто составляет 3000 лей (€605,45), а нетто 1898 лей (€383,05). С 1 октября 2023 года минимальный размер оплаты труда брутто составляет 3300 лей (€662,44), а нетто 2079 лей (€417,34). По состоянию на апрель 2024 года средний размер оплаты труда в Румынии составляет 8532 лей (€1713,96, брутто), и 5217 лей (€1048,03, нетто). С 1 июля 2024 года минимальный размер оплаты труда брутто составляет 3700 лей (€743,41), а нетто 2363 лей (€474,78). С 1 января 2025 года минимальный размер оплаты труда брутто составляет 4050 лей (€814,22), а нетто 2574 лей (€517,48).